# Seznam kirgiških pisateljev
Seznam kirgiških pisateljev.

## A
- Čingiz Ajtmatov

## B
- Kasymaly Bayalinov

## E
- Mukay Elebayev

## T
- Aali Tokombajev